# 特納斯福爾斯 (麻薩諸塞州)
特納斯福爾斯（英語：Turners Falls）是位於美國麻薩諸塞州富蘭克林縣的一個普查規定居民點。

## 人口
根據2020年美國人口普查的數據，特納斯福爾斯的面積為5.96平方千米，當中陸地面積為4.92平方千米，而水域面積為1.04平方千米。當地共有人口4512人，而人口密度為每平方千米757.05人。